# Deltabox

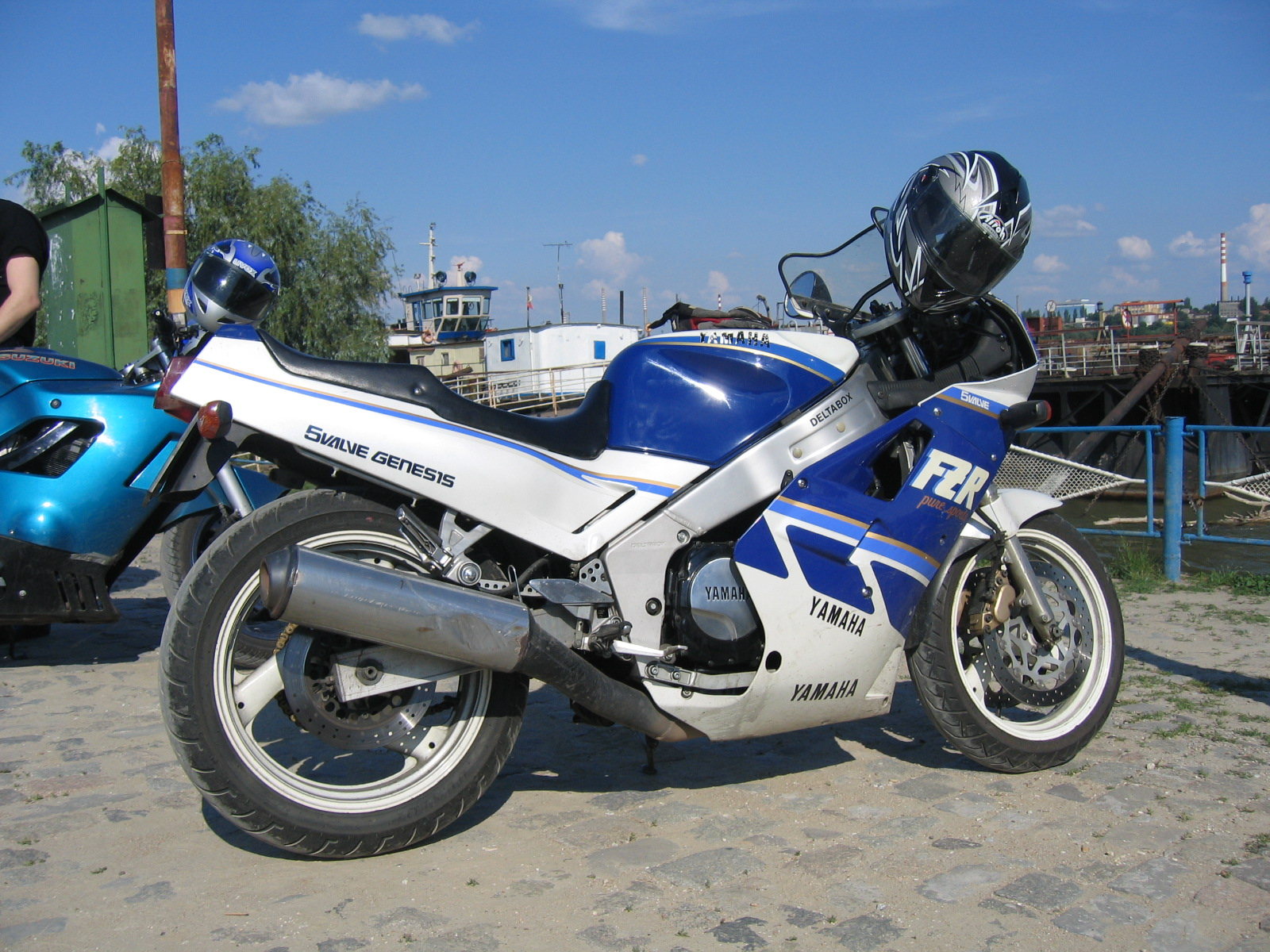
Deltabox frame op een Yamaha FZR 1000

Deltabox is een aluminium kokerbalken-frame voor motorfietsen van het merk Yamaha
Het werd geïntroduceerd op de fabrieksracers van Carlos Lavado en Martin Wimmer in Assen in 1985. Het frame bestond uit twee driehoek (delta-) vormige stukken, samengevoegd in een doosvorm (box). Het frame vond al snel navolging op andere sportieve Yamaha's en werd veel gekopieerd door andere merken.
Zo kwam Suzuki in 1985 met MR-Albox (Multi Rib Aluminum BOX). Dit was het aluminium frame van de GSX-R 1100.
Ook van Suzuki was DC-Albox (Dual Cell ALuminum BOX). Ook dit frame vertoonde sterke gelijkenis met Deltabox. Het kwam in 1989 in Japan op de markt op de Suzuki 250 Wolf, in Europa met de Suzuki RGV 250 Gamma.

In 1998 kwam het Deltabox II frame. Dit was de opvolger van Deltabox, gepresenteerd op de Yamaha YZF-R1. Deltabox II leverde een nog grotere stijfheid en - althans op de R1 - een zeer extreme balhoofdhoek en naloop.
Deltabox III werd gepresenteerd op de YZF-R1 van 2002. Deltabox III was weer 30 % stijver dan Deltabox II. Er was een aangebouwd achterframe.
Inmiddels is men bij Deltabox V.
Achterbrug · Balhoofd · Brugframe · Buisframe · Composietframe · Deltabox · Dubbel wiegframe · Duplex frame · E-box frame · Enkel wiegframe · FAST frame · Featherbed frame · Garden gate frame · Lateral Frame Concept · LCG Twin Tube · Loop Frame · Lowboy frame · MR-Albox · Omega frame · Open frame · Perimeter frame · Pivot frame · Pivotless frame · Plaatframe · Raked frame · Rigid frame · Semi-pivotless frame · Slimline frame · Spaceframe · Springframe · Starframe · Stijf frame · Tankframe · Twin Spar frame · Vakwerkframe · Wiegframe · Zeta frame